# Райхерман, Вильгельм
Вильгельм Райхерман (нем. Wilhelm Reichermann; 6 февраля 1845, Кройцбург, Пруссия (ныне Славское (Калининградская область), Россия) — 26 февраля 1920, Кёнигсберг — немецкий поэт, писавший на нижненемецком диалекте.

## Биография
Сын красильщика, чья семья прожила в Кройцбурге 150 лет. Посещал городское училище, научился ремеслу отца, странствовал и кочевал по Швейцарии, Австрии и Северной Италии. Много путешествовал по Германии в качестве подмастерья, затем руководил красильными мастерскими своего отца, пока в 1880 г. не купил водяную мельницу в Кройцбурге. Принимал активное участие в местном самоуправлении в качестве городского советника.
Был бургомистром Кройцбурга в течение двадцати лет. Благодаря свои стихам стал известным далеко за пределами Восточной Пруссии. В своей поэзии описывал на нижненемецком диалекте ситуацию в городе в юмористической и грубоватой манере.
Первый из его восьми томов «Plattdütsche Spoasskes» был опубликован издательством Gräfe und Unzer в 1891 году . Затем последовали многочисленные переиздания. После 1945 года появилась подборка под названием «Старкер Тобак» (Starker Tobbak).
В 1925 году в Кройцбурге Райхерману был установлен памятный камень .
Умер 26 февраля 1920 года в Кёнигсберге.